# Rivière Shawinigan
Rivière Shawinigan är ett vattendrag i Kanada.   Det ligger i provinsen Québec, i den sydöstra delen av landet, 260 km nordost om huvudstaden Ottawa.
I omgivningarna runt Rivière Shawinigan växer i huvudsak blandskog. Runt Rivière Shawinigan är det ganska glesbefolkat, med 43 invånare per kvadratkilometer.